# Maxensruh-Kapelle (Immenstadt)

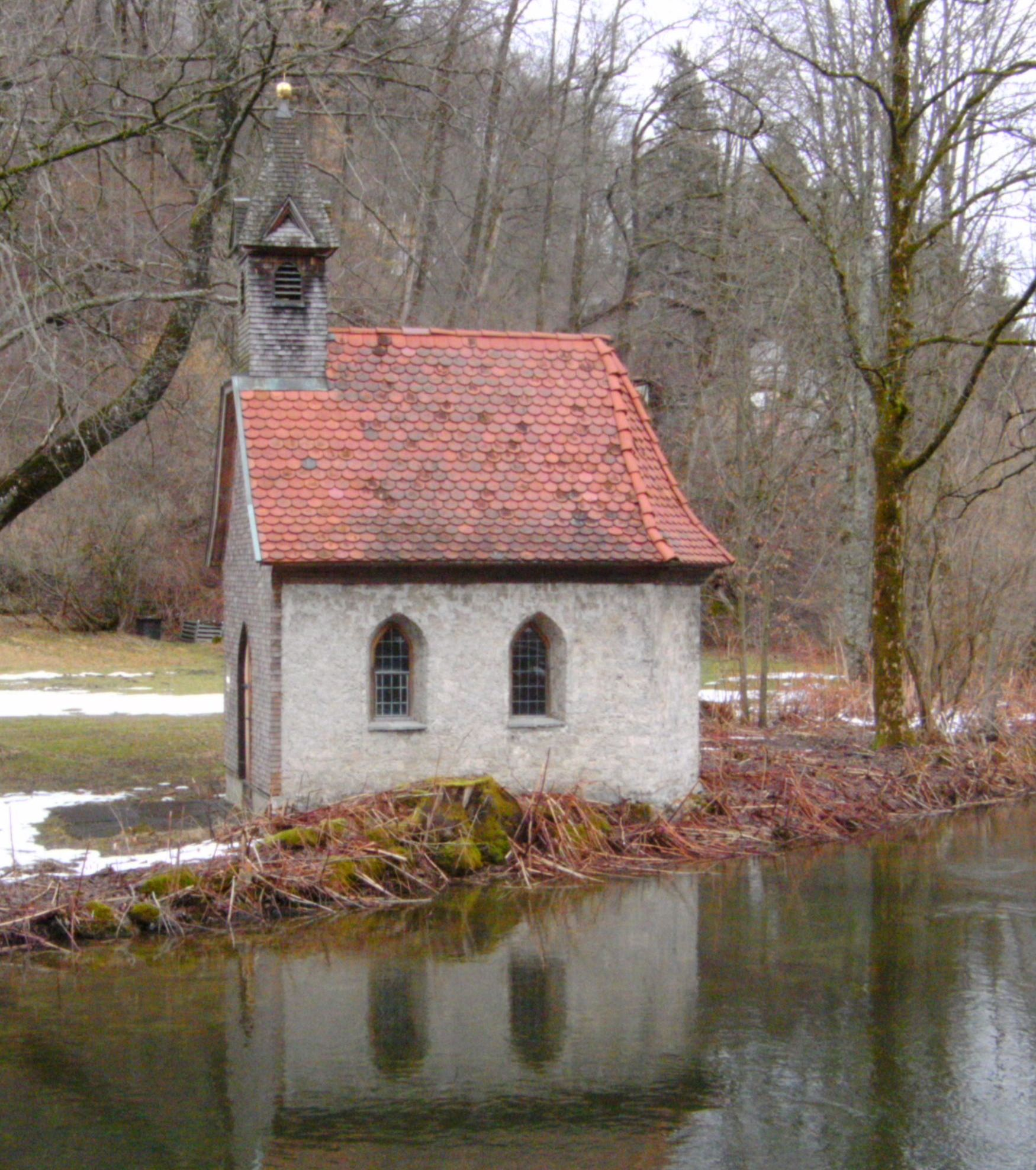
Maxensruhkapelle im Januar 2009

Die Maxensruh-Kapelle St. Antonius von Padua und St. Hubertus von Lüttich befindet sich auf dem Gelände des ehemaligen Landsitzes „Maxens Ruhe“ am nordwestlichen Ortseingang von Immenstadt im Allgäu.

## Beschreibung und Geschichte
An der Konstanzer Ach betrieb das Kloster Ottobeuren vor seiner Auflösung im Zuge der Säkularisation von 1802 seit 1755 eine Wachsbleiche.
Im Jahr 1825 ließ der damalige Eigentümer Graf Maximilian (* 1757; † 1831) aus der Familie von Königsegg-Rothenfels nach seiner Tätigkeit als Domkapitular zu Köln, Straßburg und Konstanz auf seinem Grundstück eine Villa mit Park und Garten anlegen. Maximilian war ein Bruder des 1804 verstorbenen letzten in Immenstadt regierenden Grafen Fidel. Die Anlage war für Besucher zugänglich und erhielt im Volksmund den Namen „Maxens Ruhe“. Zu den Sehenswürdigkeiten zählte ein hölzernes mit einem künstlichen Einsiedler besetztes Klausnerhäuschen. Es sollte an Bruder Servulus Helchenberg, den letzten Eremiten Immenstadts, erinnern, der 1806 ins Kapuzinerkloster aufgenommen und dort versorgt wurde, bis er 1811 im Alter von 86 Jahren starb.
In der Verkaufsanzeige von Maxensruh aus dem Jahre 1832 wird neben der Gartenanlage mit Pavillon und Gewächshaus und einem chinesischen Gebäude mit passender Umgebung auch eine Eremitage mit besonderem Garten und einer Kapelle aufgeführt.

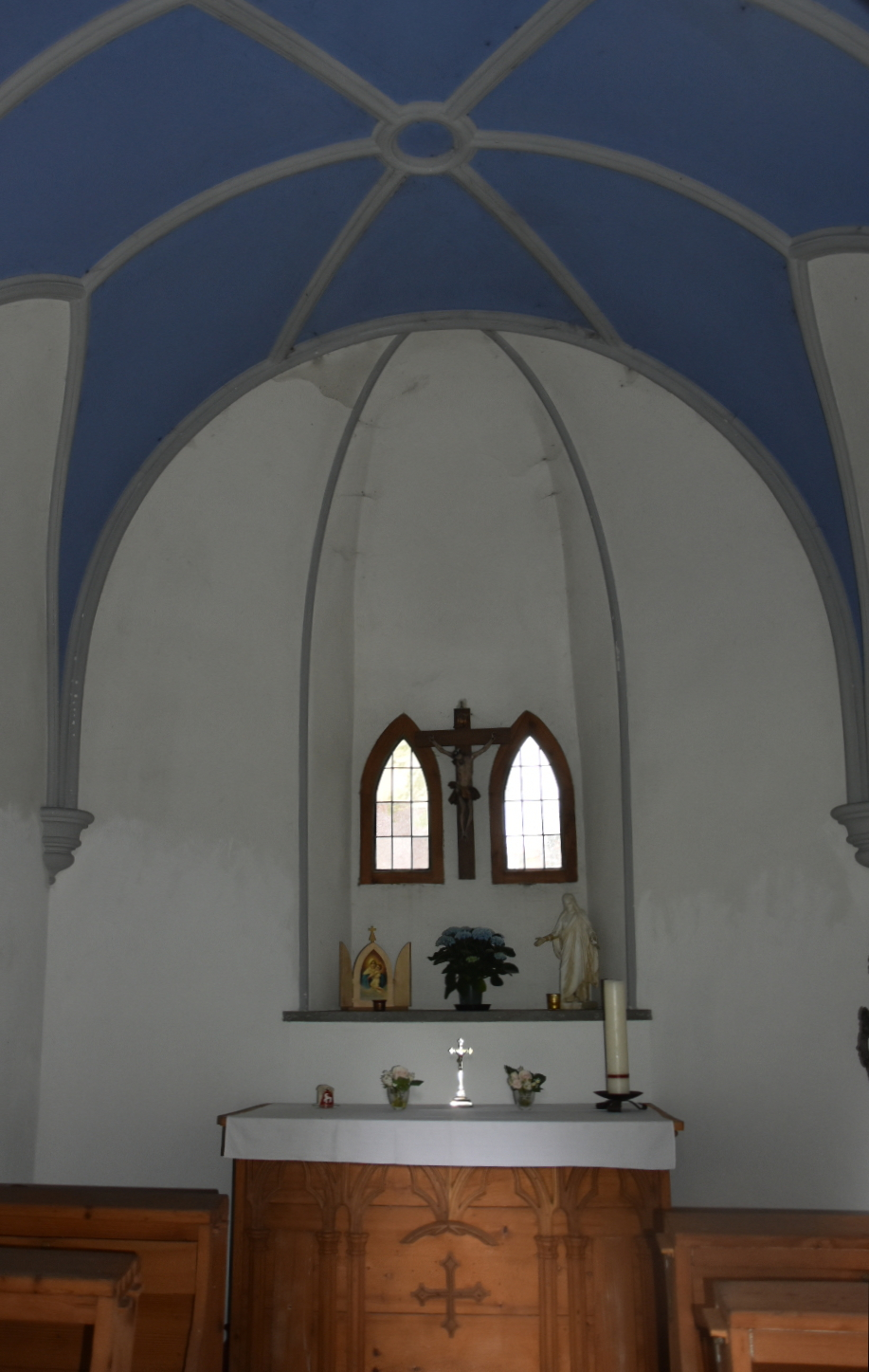
Blick auf den Altar (ohne Altarbild)

1854 wurde Graf Ludwig von Rechberg und Rothenlöwen (* 1814; † 1888) Miteigentümer des inzwischen zweckentfremdeten Landsitzes. Er war der Onkel des bekannteren Otto von Rechberg und brachte es zum bayerischen General. 1865 wurde Graf Ludwig Generaladjutant des Königs Ludwig II. von Bayern und 1866 mit 52 Jahren Gouverneur der Bundesfestung Mainz. Im Alpenraum hatte er sich um die Wiederbelebung des adligen Jagdwesens und insbesondere um Aufzucht und Schutz des Wildbestandes verdient gemacht.
Auf der Maxensruh ließ er 1855/56 die Kapelle im neugotischen Stil umgestalten und sie neben dem Heiligen Antonius von Padua auch zu Ehren des Hubertus von Lüttich weihen.
Die Kapelle erhielt 1939 ein neues, von J. Schulte gemaltes Altarbild.  Grundlegende Sanierungsmaßnahmen in den Jahren 1979 und 1983 bewahrten das Gebäude vor dem Verfall. Es ist in der Liste der geschützten Baudenkmäler von Immenstadt im Allgäu unter Maxensruhe aufgeführt.